# ベクター・M12
ベクター・M12（英: Vector M12）とは、アメリカの自動車メーカーであるベクター・モーターズ社が開発したスーパーカーである。

## 概要

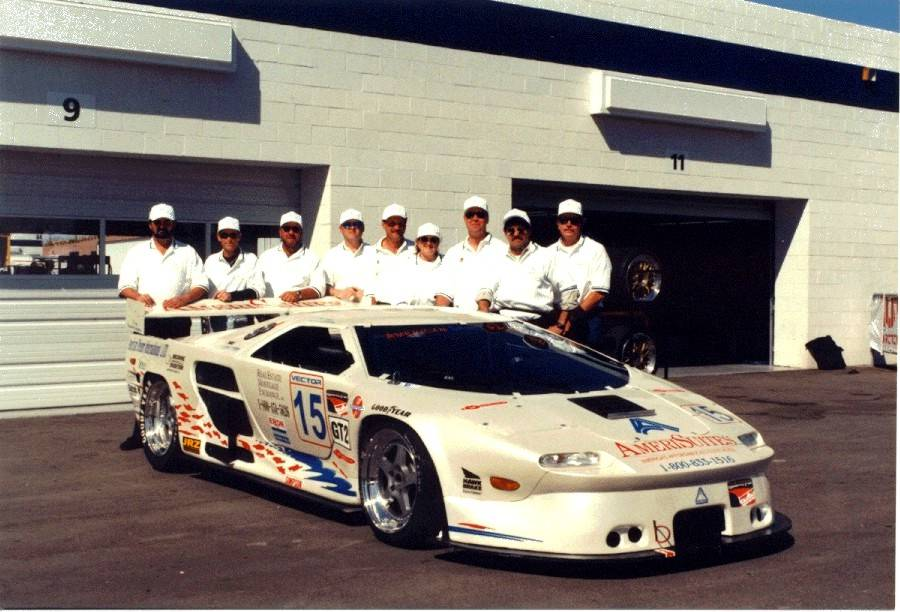
Vector ASR2 レースカー

M12はベクター・モーターズで計画され、90年代初頭のうちに発売が予定されていた。しかし、ベクター・モーターズが当時ランボルギーニの親会社であったインドネシアのセトコ・グループから敵対的買収を受け、経営が創業者のジェラルド・ウィーガートからセトコ傘下のメガテック社へと移った結果、計画が一時中断された。
M12は紆余曲折の末、買収によるいくつかの計画変更を受け、1995年にデリバリーが開始された。ベクター・モーターズがセトコ系列傘下となった後に販売された最初の自動車となった。
ベースとなったのは1992年のジュネーブ・オートショーで発表されたコンセプトカー「AWX3」で、コンセプトカーの時点では先代のW8から発展させた自社製の横置き7リッターV12エンジンが搭載されていたが、市販モデルではランボルギーニ・ディアブロより流用した 5.7L V12エンジンを縦置きに搭載する。M12はランボルギーニ製エンジン搭載の都合によりAWX3よりも全長が延長され、やや前方にコックピットがレイアウトされた。 0-60マイル加速（0-100km/h）は4.8秒で、最高速度は時速189マイル（304キロ）となっている。
ボディは鋼管チューブラースペースフレームで、ボディパネルはカーボンファイバー製。ドアは先代のW8同様にガルウイングを採用している。フロントマーカーランプはマツダ・ユーノスロードスター、テールランプはシボレー・キャバリエよりそれぞれ流用した。平均価格は$184,000（日本円でおよそ1695万円）で、これはエンジンの流用元となったディアブロよりも安価であった。
M12は当初月販3台程度の生産を見込んでいたが需要が大きく下回り、1999年には経営悪化のためランボルギーニへ支払うエンジン費用が捻出できなくなり、そのまま製造を終了した。総生産数はわずか18台にとどまったが、このうち4台はモータースポーツ向けのプリプロダクションモデルとなり、実際に市販されたのは14台であった。